# Guldskedmossa
Guldskedmossa (Calliergon richardsonii) är en bladmossart som beskrevs av Kindberg 1897. Enligt Catalogue of Life ingår Guldskedmossa i släktet skedmossor och familjen Amblystegiaceae, men enligt Dyntaxa är tillhörigheten istället släktet skedmossor och familjen Calliergonaceae. Arten är reproducerande i Sverige. Inga underarter finns listade i Catalogue of Life.